# Samuel Mellor
Pour les articles homonymes, voir Mellor.
Samuel "Sammy" Alexander Mellor, Jr., né le 19 décembre 1879 et mort le 5 novembre 1948,,, est un coureur de fond américain qui a remporté le Marathon de Boston en 1902 et a participé au marathon masculin aux Jeux olympiques d'été de 1904 à Saint-Louis, dans le Missouri.

## Jeunesse
Mellor est né à Yonkers, New York. Sa première course est une épreuve de 6 milles le 22 janvier 1898 à Mount Vernon, New York, qu'il remporte.
Le 4 juillet 1901, Mellor remporte le marathon de 25 milles à l'exposition pan-américaine de Buffalo, New York,,. Sa performance de 3:16:39.4 à des températures atteignant les 40 °C lui valent un championnat national non officiel et sa première victoire nationale,,.

## Marathon de Boston
Sammy Mellor est décrit comme « l'une des premières étoiles » du Marathon de Boston. Il y termine dans le top 10 six des neuf années entre 1901 et 1909.
Au marathon de Boston en 1901, Mellor termine troisième derrière les Canadiens John Caffery et William « Bill » Davis,,,. Un an plus tard, il remporte la sixième édition de l'épreuve avec un temps de 2:43:15,4 dans des conditions de course caractérisées par des vents forts et de la poussière,,,. En 1903, Mellor finit près de six minutes derrière John Lordan, le finaliste de 1902, après avoir mené la course,,,,. Lors du marathon de Boston en 1904, il perd la tête de la course au 20e mille et termine à la sixième place.
Mellor abandonné la course à Chestnut Hill en 1905 après avoir établi un rythme record dès le début,. Il est parmi les leaders en 1906 avant d'être dépassé par David Kneeland et de perdre des places. L'année suivante, il abandonne à Wellesley après être entré en collision avec un vélo. Il termine à la 8e place en 1908, 5e en 1909 et 34e de la course de 1910. Dix ans après avoir remporté l'épreuve, Mellor devait participer au marathon de Boston en 1912, qui a servi de sélections olympiques aux États-Unis pour les Jeux olympiques d'été de 1912 à Stockholm, en Suède mais il n'a finalement pas pris le départ.

## Jeux olympiques

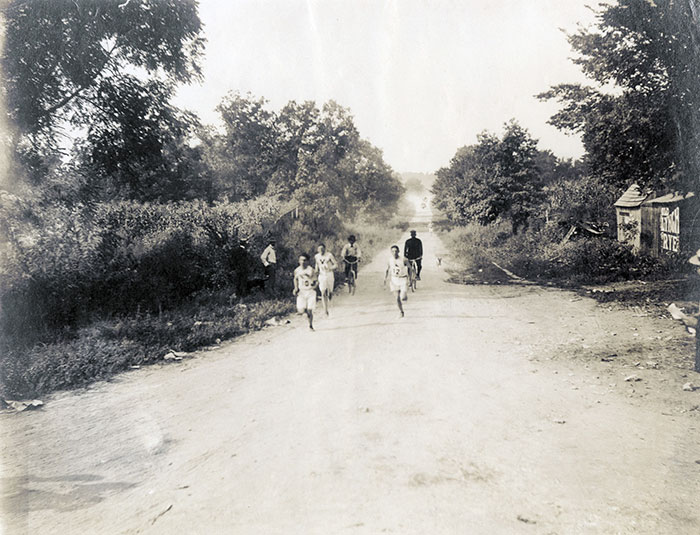
Samuel Mellor provisoirement en tête du marathon olympique 1904, à gauche.

Une annonce dans le numéro du New York Times du 6 août 1904 indiquait que la Metropolitan Association of the Amateur Athletic Union organiserait une « course spéciale de cinq milles » à Celtic Park le 13 août 1904, les huit meilleurs coureurs recevant un voyage rémunéré pour participer au marathon des Jeux olympiques de Saint-Louis, le 30 août 1904. Mellor, répertorié comme représentant le Mohawk Athletic Club, est nommé comme l'un des 19 « concurrents probables » de l'événement.
En tant que membre de l'équipe olympique des États-Unis de 1904, il est l'un des favoris pour remporter le marathon. Selon The Olympic Marathon de David Martin et Roger Gynn, Mellor est troisième à 3 milles, deuxième à 6 milles et mène juste après la mi-parcours. Peu de temps après, il développe un point de côté ou des crampes sévères puis est dépassé par l'éventuel médaillé d'or, l'américain Thomas Hicks. À environ 14,5 milles ou 2 heures et 4 minutes de course, Mellor abandonne la course. Selon sa version, il se serait également retrouvé tellement en tête qu'il pensait s'être trompé de chemin et décida de faire demi-tour alors qu'il était bien sur la bonne route.

## Autres réalisations
En 1904, au marathon canadien de Hamilton, en Ontario (en réalité 19 milles et 168 verges de long), Mellor est mené à un temps record de parcours en étant assisté par un boquet. Il remporte également une course de 10 milles de quelques centimètres  à Atlantic City, New Jersey, en 1905. Au printemps 1909, Mellor détient le record américain des vingt milles.
Il a remporté différents marathons, tels que le marathon de Newark (1907), le marathon du Bronx (1909), la course de 25 milles du Mercury Athletic Club (1909) et l'Empire City Marathon (1909). En 1909, Mellor remporte un "marathon amateur" à Troy, New York, le 28 avril 1909, et terminé troisième au marathon amateur du Bronx le 8 mai.
Mellor aide à créer le marathon de Yonkers avec Edward Wetmore Kinsley en 1907 et termine deuxième lors de la deuxième course de l'événement,,.
À divers moments au cours de sa carrière de coureur, Mellor représente le Mohawk Athletic Club, le National Athletic Club, la Hollywood Inn Athletic Association (également appelée Hollywood Inn Athletic Club), les Yonkers Harriers et le Mercury Club,. Après avoir participé à 29 marathons, Mellor décide de prendre sa retraite sportive 1909, mais décide quand même l'année suivante de courir son dixième marathon de Boston, qu'il finit en 3h08.

## Vie privée
Il est marié à Eva Florence Mellor avec qui il a eu quatre enfants. Il n'avait aucun lien de parenté avec Charles "Chuck" Mellor, vainqueur du marathon de Boston en 1925 et olympien en 1920 et 1924.